# 양산 성전암 신중도
양산 성전암 신중도(梁山 聖田庵 神衆圖)는 대한민국 경상남도 양산시 하북면, 성전암에 있는 신중도이다. 2015년 6월 11일 경상남도의 문화재자료 제591호로 지정되었다.

## 지정사유
양산 성전암 신중도는 정방형에 가까운 화면에 제석천과 범천 및 위태천을 위주로 신중을 배치한 신중도이다. 고른 소격을 보이는 비단 4장을 꿰매어 바탕 화면을 마련한 후 안료로 채색 및 윤곽선으로 각각의 등장인물을 묘사하고 있다. 화기란 부분의 비단이 군데군데 결실되어 있고 화기의 묵서가 거의 지워져 있는 상태를 제외하면 보존상태는 양호한 편이다.
화면 상단에 합장을 한 범천과 여의를 쥔 제석천, 검을 지닌 위태천을 조금 크게 묘사하였고 그 좌우에는 천동・천녀와 大神으로 보이는 인물이 배치되어 있다. 화면 중앙에는 정확하지는 않지만 10대 明王 중 2위 및 신중 3위가 있으며 해와 달을 받쳐 든 日・月天子 및 龍王 등의 7위의 신중들이 도열하던 군집되어 있는 구도이다.
또한 바닥은 황토색으로 칠하여 지면처럼 처리하고 있으며 후면에는 뭉게뭉게 피어오르는 구름과 함께 검게 처리한 천공이 묘사되어 있다. 고운 비단 위에 각자 개성이 달리하여 표현된 신중의 안면 묘사와 천동・천녀의 자연스러운 표정 묘사 및 가늘고 고른 필력과 섬세한 필치 등이 이 신중도가 제법 높은 화격을 지니고 있음을 살펴 볼 수가 있다고 하겠다.
양산 성전암 신중도는 제석천과 범천 및 위태천을 중심으로 13위의 신중이 묘사된 전형적인 조선후기 신중도의 배치 구도를 지닌 불화이다. 특히 이 신중도는 가늘고 고른 필력과 함께 섬세한 필치 및 고급안료를 사용하여 얇게 채색하고 있는 등 화격이 높은 편이다. 또한 1885년 해인사 국일암 신중도와 유사한 불화초로 제작되어 있어 19세기 후반의 경상도 신중도 양식을 살펴볼 수 있는 소중한 자료이기에 ‘경상남도 문화재자료’로 지정한다.

## 참고 자료
- 양산 성전암 신중도 - 국가유산청 국가유산포털